# Ashleigh Cummings
Ashleigh Cummings, née le 11 novembre 1992 à Djeddah (Arabie saoudite), est une actrice australienne.

## Biographie
Ashleigh Cummings est née le 11 novembre 1992 à Djeddah, en Arabie saoudite, où ses parents australiens travaillent à l'époque.
Elle déménage en Australie avec sa famille à l'âge de 12 ans,.

## Filmographie

### Cinéma

#### Longs métrages
- 2007 : Dancing Queens (Razzle Dazzle : A Journey into Dance) de Darren Ashton : Une danseuse
- 2008 : Green Fire Envy de Jessica Lytton : Ally Sheppard
- 2010 : Demain, quand la guerre a commencé (Tomorrow, When the War Began) de Stuart Beattie : Robyn Mathers
- 2013 : Galore de Rhys Graham : Billie
- 2016 : Love Hunters (Hounds of Love) de Ben Young : Vicki Maloney
- 2017 : Pork Pie (en) de Matt Murphy : Keira Leigh-Jones
- 2019 : Le Chardonneret (The Goldfinch) de John Crowley : Pippa adulte
- 2020 : Miss Fisher et le Tombeau des larmes (Miss Fisher and the Crypt of Tears) de Tony Tilse : Dorothy Williams
- 2022 : Vide Noir d'Ariel Vida : Lee
- 2024 : The Beast Within de Alexandre J. Farrell : Imogen

#### Courts métrages
- 2013 : Greg's First Day de Scott Otto Anderson : Erica
- 2013 : My Mother Her Daughter d'Erin Good : Gabrielle
- 2014 : Snowblind de Sean Kruck : Paige

### Télévision

#### Séries télévisées
- 2009 : Summer Bay : Ali Edmonds
- 2011 : Rescue : Unité Spéciale (Rescue: Special Ops) : Britney
- 2011 : Underbelly : Razor (en) : Gracie
- 2012 : Dance Academy : Trilby
- 2012 - 2014 : Puberty Blues : Debbie Vickers
- 2012 - 2015 : Miss Fisher enquête (Miss Fisher's Murder Mysteries) : Dorothy "Dot" Williams
- 2015 : Gallipoli (en) : Celia Houghton
- 2017 - 2018 : Westside : Cheryl Miller
- 2019 - 2020 : NOS4A2 : Vic McQueen
- 2023 : Citadel : Abby Conroy
- 2025 : La Rivière des Disparues (Long Bright River) : Kacey Fitzpatrick

#### Téléfilms
- 2008 : Dream Life : Sal